# Бореш
Бореш (фр. Baurech) насеље је и општина у југозападној Француској у региону Аквитанија, у департману Жиронда која припада префектури Бордо.
По подацима из 2011. године у општини је живело 763 становника, а густина насељености је износила 99,35 становника/km². Општина се простире на површини од 7,68 km². Налази се на средњој надморској висини од 56 метара (максималној 97 m, а минималној 2 m).

## Демографија
| 1962. | 1968. | 1975. | 1982. | 1990. | 1999. | 2011. |
| ----- | ----- | ----- | ----- | ----- | ----- | ----- |
| 478   | 565   | 598   | 632   | 633   | 695   | 763   |

График промене броја становника у току последњих година